# Portel (Portugalia)
Portel – miejscowość w Portugalii, leżąca w dystrykcie Évora, w regionie Alentejo w podregionie Alentejo Central. Miejscowość jest siedzibą gminy o tej samej nazwie. 

## Demografia
| Liczba ludności gminy Portel (1801–2011) | Liczba ludności gminy Portel (1801–2011) | Liczba ludności gminy Portel (1801–2011) | Liczba ludności gminy Portel (1801–2011) | Liczba ludności gminy Portel (1801–2011) | Liczba ludności gminy Portel (1801–2011) | Liczba ludności gminy Portel (1801–2011) | Liczba ludności gminy Portel (1801–2011) | Liczba ludności gminy Portel (1801–2011) | Liczba ludności gminy Portel (1801–2011) |
| ---------------------------------------- | ---------------------------------------- | ---------------------------------------- | ---------------------------------------- | ---------------------------------------- | ---------------------------------------- | ---------------------------------------- | ---------------------------------------- | ---------------------------------------- | ---------------------------------------- |
| 1801                                     | 1849                                     | 1900                                     | 1930                                     | 1960                                     | 1981                                     | 1991                                     | 2001                                     | 2004                                     | 2011                                     |
| 4 698                                    | 5 673                                    | 8 095                                    | 10 491                                   | 11 627                                   | 8 306                                    | 7 525                                    | 7 109                                    | 7 078                                    | 6 428                                    |

## Sołectwa
Sołectwa gminy Portel (ludność wg stanu na 2011 r.):
- Alqueva – 329 osób
- Amieira – 362 osoby
- Monte do Trigo – 1240 osób
- Oriola – 400 osób
- Portel – 2661 osób
- Santana – 542 osoby
- São Bartolomeu do Outeiro – 436 osób
- Vera Cruz – 458 osób